# Vipassana
Vipassanā (pāli) eller vipaśyanā (विपश्यना, sanskrit), ”insikt”, är en huvudkategori av meditationsövningar som sägs härstamma från Buddha och lär ha utövats i 2 500 år.  Vipassanaövningarna syftar till att skapa insikt om den sanna naturen hos verklighetens beståndsdelar. Den som utövar någon av vipassanateknikerna eftersträvar att frigöra sig från dragningskraften hos världslig betingning.  Utövning av vipassanameditation är nödvändigt för den som enligt dharma (dvs buddhismen) vill bryta samsaras kretslopp, men sökaren varnas uttryckligen för att ägna sig åt vipassana utan lärare och utan god erfarenhet av samatha – som är ett samlingsnamn för den andra huvudkategorin av meditationsövningar och som kan sägas vara förberedande och gör adepten till en helgjuten människa – och av samadhi, tillståndet av stilla absorberad koncentration, att ha lärt sig rensa sinnet från orenheter och att under meditationen kunna uppnå tillståndet av djupt lugn.,
| ” | ... om ens känsloliv inte i mycket hög grad har renats från negativa emotioner, kan den existentiella chock som vipassanaövningen ibland utlöser bringa en ur balans. Syftet med vipassana är att åstadkomma en direkt upplevelse av shunyata - tomhet. Vipassanaövningarna är utformade för att sätta oss i stånd att genomskåda myten om tingens substans och att själva, genom en omedelbar insikt, uppleva den otillfredsställande, förgängliga och gäckande karaktären hos alla fenomen. På så sätt kan vi frigöra oss, en gång för alla, från samsaras fängelse. . | „ |

Övningar som kan räknas till vipassana är bl.a. ”De sex elementens övning”, visualiseringsövningar, formlösa meditationer eller avspänd men intensiv koncentration (dzogchen, mahamudra, zazen m.fl.). Att uppnå resultat tar vanligen flera år av regelbunden, hängiven strävan, men ett fåtal människor har en naturlig fallenhet för meditation, och når snabbare resultat.

## Skillnader i traditioner
Inom theravadabuddhismen leder vipassanatekniken till insikt om varandets tre kännemärken: obeständighet, (anicca); lidande eller otillfredsställelse (dukkha) samt jagets illusoriska natur (dvs. att det inte existerar någon oföränderlig jag-essens) (anattā).
I mahayanabuddhistiska sammanhang innebär meditationstekniken en inblick i vad som omväxlande beskrivs som sunyata, dharmata den oskiljbarhet varande och tomhet, tydlighet och tomrum, eller mellan lycksalighet och frånvaro av känslor.